# Jiří Karen
Jiří Karen, vlastním jménem Ladislav Podmele (11. června 1920, Litomyšl – 30. dubna 2000 Praha) byl český a esperantský básník.
Vydal kolem 20 sbírek, z nichž některé byly přeloženy do němčiny a esperanta, některé napsal v esperantu sám.

## Dílo

### Dílo v češtině
- Básně pro Violu (1972)
- Vteřiny zrání (1972)
- Okřídlený kámen (1973)
- Plášť do deště (1976)
- Den laskavý na slova (1976)
- Ještě jednou žít na Zemi (1979)
- Hledání modrého tónu (1979)
- Země po které jsem šel (1983)
- Stromy přicházejí do města (1984)
- Sázka na člověka (1986)
- Vaše podlaha náš strop (1988)
- Čtverec nad přeponou lásky (1989)
- Skřivan zpívá na betonu (1990)
- Buď rád že nejsi kámen (1994)
- Život laskavý nejen na slova (1996)
- Potichu a šeptem (1998)
- Výprava Dona Quijota do hlubin lidské duše (2000)
- Dopisy z rajchu (2006)
- Kdybych se snad nevrátil … (2006)
- Dopisy našim potomkům do třetího tisíciletí : Verše z let 1970–1998 (dostupné on-line)

### Samizdatové publikace (xerografovaný strojopis)
- Než udeří devátá vlna (Ludwig van Beethoven) (1980)
- Básník je cvok (1972-1988)
- Věci lidé hodnoty vztahy aneb malý poetický slovník (- část 1 A-O, z let 1982-1998)
- Věci lidé hodnoty vztahy aneb malý poetický slovník (- část 2 P-S, z let 1982-1998)
- Věci lidé hodnoty vztahy aneb malý poetický slovník (- část 3 S-Ž, z let 1982-1998)
- Don Quijote v nás (část I, 1978-1988)
- Kychot v nás (část II, 1990-1997)
- Křeslo pro snivé hosty ze vzdálených časů (verše z let 1987-1989)
- Anděl s jedním křídlem - Život docela obyčejného vesnického kluka v letech 1920-1934) (části I kaj II)

### Německy
- Bevor die neunte Welle (tr. L. Kundera, 1980)
- Ein kleines Licht im Dunkeln (tr. Jan Kühmeier, 2000)

### V esperantu
- Antaux la nauxa ondo (Než udeří devátá vlna, tr. Rikardo Sxulco, 1994)
- Flugilhava sxtono (, Okřídlený kámen, tr. Jiří Kořínek, 1985)
- Mondo afabla ne nur je vortoj (Svět laskavý nejen na slova, tr. Jaroslav Mráz, 2002)
- Eternaj revuloj (originál, 2. místo v literární soutěži)
- Kantoj de vaganto sur planedo Gxoja Gxojmalo (Tulákovy písně na planetě Ĝoja Ĝojmalo - originál, rukopis)

## Pojmenování veřejných míst
Po Jiřím Karenovi je pojmenovaný park v Praze 10 ve Strašnicích ve vilové čtvrti Třebešín. Je ohraničen dvěma větvemi ulice Na Třebešíně.